# Hirtella paniculata
Hirtella paniculata är en tvåhjärtbladig växtart som beskrevs av Olof Swartz. Hirtella paniculata ingår i släktet Hirtella och familjen Chrysobalanaceae. Inga underarter finns listade i Catalogue of Life.